# 波尔韦里吉
波尔韦里吉（義大利語：Polverigi），是意大利安科纳省的一个市镇。总面积24.63平方公里，人口4230人，人口密度171.7人/平方公里（2009年）。ISTAT代码为042038。